# Населённые пункты уезда Тигина
Населенные пункты уезда (жудеца) Тигина (Бендеры) по административно-территориальному делению Королевства Румыния с 1918 по 1940 гг.

## Пласа Бульбоки
Пласа Больбоки (Bulboaca) включала следующие населенные пункты:
- Коммуна Гангура (Gangura): центр коммуны село Гангура (Gangura), сёла Новая Александровка (Alexandrenii-Noi), Кавказ (Caucaz),  Мисовка (Misovca) и Молешты (Molești);
- Коммуна Анены (Anenii): центр коммуны село Новые Анены (Anenii-Noi), сёла Старые Анены (Anenii-Vechi), Брезок (Brezoc) и усадьба Зингера (Conac Zingher);
- Коммуна Балмаз (Balmaz): центр коммуны село Балмаз (Balmaz), сёла Чобана (Ciobana), Дундук (Dunduc), Новая Николаевка (Nicoleanca Nouă), Пэдурец (Pădureț), Сатул-де-Сус (Satul-de-Sus), Штефанешты (Ștefănești), Скроафа (Scroafa), Новотроицкое (Troița-Nouă) и Зволински (Zvolinschi);
- Коммуна Цынцарены (Țânțăreni): центр коммуны село Цынцарены (Țânțăreni), сёла Албиница (Albenița), Новые Ботнарешты (Botnăreștii-Noui), Старые Ботнарешты (Botnăreștii-Vechi), Крецоая (Crețoaia) и Тодирешты (Todirești);
- Коммуна Бульбоки (Bulboaca): центр пласы и коммуны село Бульбоки (Bulboaca), села Галилешты (Galilești), Рошканы (Roșcani) и усадьба Пламадяла (Conan Plamadeala);
- Коммуна Варница (Varnița): центр коммуны село Варница (Varnița), а также село Калфа (Calfa);
- Коммуна Кашкалия (Кошкалия) (Cașcalia): село-центр коммуны Кашкалия (Кошкалия) (Cașcalia), а также село Золотиевка (Zoloteanca);
- Коммуна Кайнары (Căinari): центр коммуны местечко Кайнары (Căinari), сёла Новые Кырнацены (Cîrnăţenii Noi), Куза-Водэ (Cuza-Vodă), Суркичены (Surchiceni), усадьба Павла Недова (Conac Pavel Nedov), усадьба Стаматова (Conac Stamatov) и усадьба Василия Недова (Conan Vasite Nedov);
- Коммуна Карбуна (Cărbuna): центр коммуны село Карбуна (Cărbuna), сёла Алексенет (Alexenet), Бишкотары (Bișcotari) и Гыртоп-Гасан (Hârtop-Hasan (Hîrtop Hasan);
- Коммуна Батыр (Batîr): центр коммуны село Батыр (Batîr), сёла Чуфлешты (Ciufleşti) и Новые Киркаешты (Chircăieştii Noi);
- Коммуна Кобуска (Cobusca): центр коммуны село Старая Кобуска (Cobusca Veche), сёла Новая Кобуска (Cobusca Nouă), Котырла (Cotârla), Флорешты (Floreşti), Петриканы (Petricani) и Салчия (Salcia);
- Коммуна Эменталь (Emental): центр коммуны село Эменталь (Emental), сёла Константиновка (Constantineşti), Курены (Cureni), Хумулешты (Humulești), Пикус (Picus), Царина (Țarina) и Плавни (Plavani);
- Коммуна Делакэу (Delacheu (Delacău)): центр коммуны село Делакэу (Delacheu (Delacău)), сёла Назаровка (Nazareni) и Пугачены (Pugoceni (Puhăceni);
- Коммуна Дубоссары (Dubăsari): центр коммуны село Дубоссары (Dubăsari);
- Коммуна Фарладаны (Fărlădani (Fîrlădeni)): центр коммуны село Фарладаны (Fărlădani (Fîrlădeni)), а также село Новые Фарладаны (Fîrlădenii Noi);
- Коммуна Гербовцы (Gârbovăţ (Hîrbovăţ)): центр коммуны село Гербовцы (Gârbovăţ (Hîrbovăţ)), а также село Ион И.К. Брэтиану (I. I. C. Brătianu);
- Коммуна Джамана (Джямана) (Geamăna): центр коммуны село Джамана (Джямана) (Geamăna), сёла Баркарены (Barcareni), Батык (Batâс (Batîc)), Георгиены (Gheorghieni), Ларга (Larga) и Окюл-Рош (Ochiul Roş);
- Коммуна Гура-Быкулуй (Gura-Bâcului (Gura Bîcului)): центр коммуны село Гура-Быкулуй (Gura-Bâcului (Gura Bîcului)), а также усадьба Драгалина (Conac Dragalina);
- Коммуна Телица (Teliţa): центр коммуны село Телица (Teliţa), а также село Спея (Speia);
- Коммуна Шерпены (Șerpeni): центр коммуны село Шерпены (Șerpeni);

## Пласа Каушаны
Пласа Каушаны (Căușani (Căuşeni)) включала следующие населенные пункты:
- Коммуна Александрены (Alexandreni): центр коммуны село Александрены;
- Коммуна Бакчалия (Baccealia): центр коммуны село Бакчалия (Baccealia), сёла Флорика (Florica), Плопены (Plopeni), Триколич (Tricolici) и усадьба Гэлэтяну (Галатяну) (Conac Gălăteanu);
- Коммуна Тараклия (Taraclia): центр коммуны село Тараклия (Taraclia), а также село Баймаклия (Baimaclia);
- Коммуна Саицы (Săiţi): центр коммуны село Саицы (Săiţi), а также село Брезоая (Brezoaia);
- Коммуна Каушаны (Căușani (Căuşeni)): центр пласы и коммуны местечко Новые Каушаны (Căuşanii-Noi), а также село Старые Каушаны (Căuşanii-Vechi);
- Коммуна Кырнацены (Cârnăţeni (Cîrnăţeni)): центр коммуны село Кырнацены (Cârnăţeni (Cîrnăţeni)), сёла Фынтына-Маскулуй (Fântâna Mascului), Леонтина (Leontina) и Плоп-Штюбей (Plop-Ştiubei);
- Коммуна Чага (Ceaga): центр коммуны село Чага (Ceaga), сёла Лунга (Lunga), Сэрэцика (Sărăţica) и Новая Сарацика (Sărățica Noua);
- Коммуна Хаджимус (Hagimus): центр коммуны село Хаджимус (Hagimus), сёла Киркаешты (Chircaeşti (Chircăieşti)), Меренешты (Merenești) и Мисилиндра (Misilindra);
- Коммуна Кицканы (Chiţcani): центр коммуны село Кицканы (Chiţcani);
- Коммуна Чобручи (Cioburciu): центр коммуны село Чобручи (Cioburciu);
- Коммуна Троцкое (Troiţa): центр коммуны село Троцкое (Troiţa), сёла Лак (Lac) и Колбарыш (Colbarâş);
- Коммуна Копанка (Copanca): центр коммуны село Копанка (Copanca);
- Коммуна Семеновка (Simioneşti): центр коммуны село Семеновка (Simioneşti), сёла Алава (Alava), Якобсталь (Iacobstal) и Копчак (Copceac);
- Коммуна Ермоклия (Ermoclia): центр коммуны село Ермоклия (Ermoclia), а также село Попяска (Popeasca);
- Коммуна Вознесенка (Вознешены) (Vosneşeni): центр коммуны село Вознесенка (Вознешены) (Vosneşeni), сёла Арса Болгарская (Arsa Bulgară), Арса Немецкая (Arsa Germană), Каприоры (Căpriori), Евгеница (Evgheniţa), Старые Георгены (Gheorghenii-Vechi), Новые Георгены (Gheorghenii-Noi), Персианка (Persianca), Новая Твардица (Tvardiţa-Nouă), Новый Томай (Tomai-Nouă), Воевода Михай (Михай Витязул) (Voevod Mihai (Mihai Viteazul));
- Коммуна Фештелица (Feşteliţa): центр коммуны село Фештелица (Feşteliţa), сёла Хаджилар (Hadjilar (Adjilar)) и Нижняя Марьяновка (Marianca-de-Jos);
- Коммуна Григорены (Grigoreni): центр коммуны село Григорены (Grigoreni), сёла Новая Марьяновка (Marianca-Nouă), Верхняя Марьяновка (Marianca-de-Sus), Новые Штефанешты (Stefăneştii Noi), Старые Штефанешты (Stefăneştii Vechi) и усадьба Мимь (Conac Mimi);
- Коммуна Стурдзены (Стурзены) (Sturzeni): центр коммуны село Стурдзены (Стурзены) (Sturzeni), сёла Пержа Микэ (Perja Mică), Богдан Хашдеу (Bogdan Hajdău (Bogdan Hasdeu)), Гура Вэилор (Gura Văilor), Ламбровка (Lambrovca), Рэйляны (Răileni) и Новые Кицканы (Chiţcanii-Noi);
- Коммуна Талмаз (Talmaz): центр коммуны село Талмаз (Talmaz);
- Коммуна Танатары (Tanatari (Tănătari)): центр коммуны село Танатары (Tanatari (Tănătari)), сёла Новые Танатары(Tanatarii-Noi (Tănătarii Noi)) и Урсоая (Ursoaia);
- Коммуна Плэчинта (Plăcinta): центр коммуны село Плэчинта (Plăcinta), сёла Новый Кантемир (Cantemir-Nou), Старый Кантемир (Cantemir-Vechi), Фынтынеле (Fântânele), Ганешты (Hănești), Ново-Тарутино (Tarutino-Nou) и Андреены (Andreeni);
- Коммуна Токуз (Tocuz): центр коммуны село Токуз (Tocuz), а также село Еленовка (Илянка) (Ileanca);
- Коммуна Заим (Zaim): центр коммуны село Заим (Zaim);
- Коммуна Манзырь (Manzâr): центр коммуны местечко Манзырь (Manzâr), сёла Новая Брезоая (Brezoaia Nouă), Инкулицены (Inculiţeni), Новые Инкулицены (Inculițenii Noi), Стелуца (Steluţa) и Сарций-Ной (Sarţii-Noi);
- Коммуна Николаевка (Nicolaeni): центр коммуны село Николаевка (Nicolaeni), сёла Анешты (Aneşti) и Окница (Старая Фрумушика) (Ocnița (Frumuşica-Veche));
- Коммуна Опач (Opaci): центр коммуны село Опач (Opaci);
- Коммуна Салкуца (Sălcuţa): центр коммуны село Салкуца (Sălcuţa);

## Пласа Чадыр-Лунга
Пласа Чадыр-Лунга (Ceadâr-Lunga (Ceadîr Lunga)) включала следующие населенные пункты:
- Коммуна Авдарма (Avdarma): центр коммуны село Авдарма (Avdarma);
- Коммуна Башкалия (Başcalia): центр коммуны село Башкалия (Başcalia);
- Коммуна Бешгиоз (Beş-Ghios (Beşghioz)): центр коммуны село Бешгиоз (Beş-Ghios (Beşghioz)), а также село Джолтай (Djoltai (Joltai));
- Коммуна Чадыр-Лунга (Ceadâr-Lunga (Ceadîr Lunga)): центр коммуны село Чадыр-Лунга (Ceadâr-Lunga (Ceadîr Lunga));
- Коммуна Кириет-Лунга (Chiriet-Lunga): центр коммуны село Кириет-Лунга (Chiriet-Lunga);
- Коммуна Кирсово (Chirsova): центр коммуны село Кирсово (Chirsova);
- Коммуна Томай (Tomai): центр коммуны село Томай (Tomai), а также село Ферапонтьевка (Feraponteanca (Ferapontievca));
- Коммуна Гайдар (Gaidar): центр коммуны село Гайдар (Gaidar);
- Коммуна Твардица (Tvardiţa): центр коммуны село Твардица (Tvardiţa);
- Коммуна Валя-Пержей (Valea-Perjei-Nouă): центр коммуны село Новое Валя-Пержей (Valea-Perjei-Nouă), а также село Старое Валя-Пержей (Valea-Perjei-Vechi);

## Пласа Чимишлия
- Коммуна Абаклия (Abaclia): центр коммуны село Абаклия (Abaclia), сёла Карабецены (Carabeţeni) и Иордэнены (Iordăneni);
- Коммуна Гура-Галбенэ (Gura Galbenei (Gura-Galbenă)): центр коммуны село Гура-Галбенэ (Gura Galbenei (Gura-Galbenă)), сёла Албина (Albina), Фетица (Fetiţa), Ионяска (Ioneasca), Липовены (Lipoveni), Мунтены (Munteni), Скиноаса (Скиношика) (Schinoasa (Schinoșica)) и Бахмутя (Broscari);
- Коммуна Селемет (Selemet): центр коммуны село Селемет (Selemet), сёла Бахмутя (Bahmutea) и Суюндук (Suiunduc);
- Коммуна Чекур-Менжир (Чукур-Минджир) (Cecur-Menjir (Ciucur-Mingir)): центр коммуны село Чекур-Менжир (Чукур-Минджир) (Cecur-Menjir (Ciucur-Mingir)), а также село Старая Богдановка (Bogdăneasca-Veche (Bogdanovca Veche));
- Коммуна Чоара-Мурзей (Чара-Мурза) (Cioara-Murza (Cioara-Murzei)): центр коммуны село Чоара-Мурзей (Чара-Мурза) (Cioara-Murza (Cioara-Murzei)), сёла Булацены (Bulațeni), Иванчанка (Ivanceanca) и Минчуна (Minciuna);
- Коммуна Ченак (Cenac): центр коммуны село Ченак (Cenac), а также село Топал (Topal);
- Коммуна Чок-Майдан (Cioc-Maidan): центр коммуны село Чок-Майдан (Cioc-Maidan);
- Коммуна Куруджика (Куруджийка) (Curudgica): центр коммуны село Куруджика (Куруджийка) (Curudgica), сёла Колэчены (Colăceni) и Петрешты (Petrești);
- Коммуна Дезгиндже (Дезгинжа) (Dezghinge (Dezghingea)): центр коммуны село Дезгиндже (Дезгинжа) (Dezghinge (Dezghingea));
- Коммуна Екатериновка (Ecaterineanca): центр коммуны село Екатериновка (Ecaterineanca), а также село Валя Пержей (Valea Perjei);
- Коммуна Градиштя (Градиште) (Gradiştea (Gradişte)): центр коммуны село Градиштя (Градиште) (Gradiştea (Gradişte)), сёла Каштангалия (Коштангалия) (Caştangalia (Coştangalia)) и Галбеница (Galbeniţa);
- Коммуна Хыртоп (Hărtop (Hîrtop)): центр коммуны село Хыртоп (Hărtop (Hîrtop)), сёла Блюменталь (Blumental), Мерены (Mereni), Фундул Ялпугулуй (Fundul Ialpugului), Новые Русены (Rusenii-Noi) и Присака (Prisaca);
- Коммуна Ялпужены (Ialpugeni (Ialpujeni)): центр коммуны село Ялпужены (Ialpugeni (Ialpujeni)), сёла Артимонешты (Artimoneşti), Жавгур (Javgur), Александру чел Бун (Alexandru-cel-Bun), Максимены I (Maximeni I), Максимены II (Maximeni II) и Мариенфельд (Marienfeld);
- Коммуна Новая Исерлия (Isirlia-Nouă (Iserlia-Nouă)): центр коммуны село Новая Исерлия (Isirlia-Nouă (Iserlia-Nouă)), сёла Богдановка (Bogdăneni), Новая Скиноаса (Schinoasa-Nouă) и Скиноаса-Сат (Schinoasa-Sat);
- Коммуна Сагайдак (Sahaidac (Sagaidac)): центр коммуны село Сагайдак (Sahaidac (Sagaidac)), а также село Митрополит (Mitropolit);
- Коммуна Садаклия (Sadaclia): центр коммуны село Садаклия (Sadaclia), а также село Новая Богдановка (Богдановка Ноуэ) (Bogdăneasca-Nouă);
- Коммуна Ромынешты (Românești): центр коммуны село Ромынешты (Românești), сёла Божога (Bojoga) и Басарабянка (Бессарабка) (Basarabeanca (Basarabeasca));
- Коммуна Сату-Ноу (Сатул-Ноу) (Satu-Nou (Satul-Nou)): центр коммуны село Сату-Ноу (Сатул-Ноу) (Satu-Nou (Satul-Nou))), сёла Баурчи (Baurci) и Сурик (Suric);
- Коммуна Чимишлия (Cimişlia): центр коммуны село Чимишлия (Cimişlia), а также село Димитровка (Dimitrovca);